# Alex Skuby
Alex Christian Skuby (* 27. Dezember 1972 in Neptune, New Jersey) ist ein US-amerikanischer Schauspieler.

## Leben
Er besuchte von 1986 bis 1990 die Wall High School in Wall, NJ. Nach dem Schulabschluss entschloss er sich, an einigen Kursen am Brookdale Community College in Lincroft, NJ teilzunehmen. Um Vollzeitstudent zu werden, musste er jedoch noch weitere Kurse belegen. Er hatte die Wahl zwischen Marketing und Schauspielerei und entschied sich für Schauspielerei. Während der Zeit am College wurde er im Schauspiel zum Film A Few Good Men mit der Rolle des Leutnant Nathan Jessup.
Nach einem Jahr am College beschloss er wegzugehen und stellte sich bei einigen Theaterschulen vor: Der Syracuse University im Staate New York und der DePaul University in Chicago (besser bekannt als Goodman School of Drama). Beide hätten ihn angenommen, Skuby entschied sich aber für die DePaul University. Zwei Jahre später jedoch meinte die Schule, er sei nicht talentiert genug und er musste sie verlassen. Anschließend wohnte er vier Jahre lang in Chicago, arbeitete als Barkeeper, Kellner und spielte in mehreren Privathäusern Theater.
Alex’ erster Auftritt war eine eintägige Rolle in der Serie Allein gegen die Zukunft.
1998 bekam er schließlich eine wiederkehrende Rolle in Emergency Room – Die Notaufnahme, zog nach Los Angeles und kehrte nicht wieder nach Chicago zurück. Seitdem hatte er in mehreren Fernsehshows, -dramen und -komödien Gastauftritte. (u. a.: in Angel – Jäger der Finsternis, Without a Trace – Spurlos verschwunden, 24, und vor allem in der Sitcom King of Queens, in der er Carries nervigen Chef in einer Anwaltskanzlei spielte.) Außerdem hatte er etliche Bühnenstücke, eine Rolle im Actionfilm Payback – Zahltag und eine in der Komödie Ready to Rumble.
Im 2006 erschienenen Film Finding Preet hat Skuby seine erste Hauptrolle gespielt. 2009 konnte man Skuby in einer kleinen Nebenrolle in der zweiten Staffel von Castle sehen.
Skuby ist seit 2013 mit der Schauspielerin Mo Collins verheiratet.

## Filmografie (Auswahl)
- 1996: Allein gegen die Zukunft (Early Edition, 1 Folge)
- 1998: Emergency Room – Die Notaufnahme (ER, 1 Folge)
- 1999: Payback – Zahltag (Payback)
- 1999: Buffy – Im Bann der Dämonen (Buffy, 1 Folge)
- 1999: Chicago Hope – Endstation Hoffnung (Chicago Hope, 1 Folge)
- 1999: Angel – Jäger der Finsternis (Angel, 1 Folge)
- 2000: Ready to Rumble
- 2000–2003: King of Queens (The King of Queens, 13 Folgen)
- 2004: Without a Trace – Spurlos verschwunden (Without a Trace, 1 Folge)
- 2004: Dr. House (House, 1 Folge)
- 2005: 24 (1 Folge)
- 2007: Pandemic – Tödliche Erreger (Pandemic)
- 2008: CSI: Miami (1 Folge)
- 2009: CSI: Den Tätern auf der Spur (CSI: Crime Scene Investigation, 2 Folgen)
- 2009: Castle (Folge 2x10 Aus Liebe zur Umwelt)
- 2011: The Mentalist (1 Folge)
- 2016–2017: The Fosters (7 Folgen)